# 長助法親王
長助法親王（ちょうじょほっしんのう、元応2年（1320年）- 延文6年/正平16年2月8日（1361年3月15日））は、鎌倉時代末期から南北朝時代にかけての法親王。

## 経歴
父は後伏見天皇。母は従三位正親町（藤原）守子（権大納言正親町実明女）。安仁親王・助有法親王とも称される。光厳天皇・光明天皇らの異母兄弟で、同母兄弟に承胤法親王・亮性法親王・璜子内親王（章徳門院）がいた。
近江国園城寺の尊悟入道親王に師事したのち、豊前守護・宇都宮頼房（宇都宮通房の子）に招かれ如法寺に移った。のち霊仙寺へと移り、英彦山座主となった。正室は宇都宮頼綱の姪で、英彦山神宮社家・高千穂家の祖。